# Qualificazioni al campionato europeo femminile di calcio 2009 - Fase a gironi, gruppo 4
Il gruppo 4 delle qualificazioni al campionato europeo femminile di calcio 2009 è composto da cinque squadre: Belgio, Galles, Germania, Paesi Bassi e Svizzera.

## Classifica
| Pos | Squadra     | Pt | G | V | N | P | GF | GS | DR  |
| --- | ----------- | -- | - | - | - | - | -- | -- | --- |
| 1.  | Germania    | 24 | 8 | 8 | 0 | 0 | 34 | 1  | +33 |
| 2.  | Paesi Bassi | 12 | 8 | 3 | 3 | 2 | 12 | 12 | 0   |
| 3.  | Svizzera    | 11 | 8 | 3 | 2 | 3 | 9  | 16 | -7  |
| 4.  | Belgio      | 10 | 8 | 3 | 1 | 4 | 7  | 15 | -8  |
| 5.  | Galles      | 0  | 8 | 0 | 0 | 8 | 1  | 19 | -18 |

Germania qualificata. Paesi Bassi ai playoff.

### Risultati
| Arbitro: | Jenny Palmqvist |

|                                                            |           |           |
| Prinz 31’ Mittag 34’ Lingor 48’ (rig.), 68’ Garefrekes 67’ | Marcatori | 17’ Torny |

| Arbitro: | Ausra Tvarijonaite |

|              |           |  |
| Schäpper 16’ | Marcatori |  |

| Arbitro: | Marina Mamayeva |

|                          |           |                       |
| Schäpper 35’ Meyer 90+3’ | Marcatori | 14’ Melis 84’ van Eyk |

| Arbitro: | Marianne Svendsen |

|  |           |                                                            |
|  | Marcatori | 8’, 18’, 87’ Prinz 44’ Stegemann 81’ Garefrekes 86’ Müller |

| Arbitro: | Alexandra Ihringova |

|                                                                  |           |  |
| Smisek 14’ Behringer 16’, 35’ Prinz 33’ Garefrekes 52’, 64’, 90’ | Marcatori |  |

| Arbitro: | Berta Maria Correia Tavares |

|                    |           |           |
| Melis 47’ Smit 64’ | Marcatori | 75’ Jones |

| Arbitro: | Danijela Marković |

|  |           |                    |
|  | Marcatori | 41’ Graf 83’ Moser |

| Arbitro: | Marija Damjanović |

|                                     |           |  |
| Garefrekes 8’ Minnert 11’ Prinz 74’ | Marcatori |  |

| Arbitro: | Katalin Kulcsár |

|           |           |  |
| Zeler 75’ | Marcatori |  |

| Arbitro: | Anna De Toni |

|  |           |           |
|  | Marcatori | 36’ Krahn |

| Arbitro: | Sabine Bonnin |

|  |           |          |
|  | Marcatori | 69’ Maes |

| Arbitro: | Teodora Albon |

|  |           |           |
|  | Marcatori | 47’ Melis |

| Arbitro: | Maaren Olander |

|                  |           |                            |
| Verelst 41’, 56’ | Marcatori | 45+1’ Hoogendijk 89’ Melis |

| Arbitro: | Jenny Palmqvist |

|                            |           |           |
| Maes 25’, 88’ Cayman 90+1’ | Marcatori | 38’ Bürki |

| Arbitro: | Floarea Cristina Ionescu |

|  |           |                                                   |
|  | Marcatori | 20’, 58’ Pohlers 52’, 59’ Garefrekes 78’ Bresonik |

| Arbitro: | Ilonka Milanova Djaleva |

|                            |           |  |
| Dickenmann 44’, 76’ (rig.) | Marcatori |  |

| Arbitro: | Rachel Cohen |

|                                               |           |  |
| Hingst 9’ Pohlers 12’ Krahn 30’ Behringer 77’ | Marcatori |  |

| Arbitro: | Floarea Cristina Ionescu |

|           |           |                   |
| Melis 58’ | Marcatori | 90+1’ Grundbacher |

| Arbitro: | Alexandra Ihringova |

|                                   |           |  |
| Melis 17’, 52’ Stevens 60’ (rig.) | Marcatori |  |

| Arbitro: | Maaren Olander |

|  |           |                                         |
|  | Marcatori | 20’ Garefrekes 33’ Behringer 76’ Smisek |

## Statistiche

### Classifica marcatrici
9 reti
- Kerstin Garefrekes

7 reti
- Manon Melis

6 reti
- Birgit Prinz

4 reti
- Melanie Behringer

3 reti
- Femke Maes
- Conny Pohlers

2 reti
- Kristel Verelst
- Annike Krahn

- Renate Lingor (1 rig.)
- Sandra Smisek

- Lara Dickenmann (1 rig.)
- Nicole Schäpper

1 rete
- Janice Cayman
- Aline Zeler
- Anja Mittag
- Kerstin Stegemann
- Martina Müller
- Sandra Minnert
- Linda Bresonik

- Ariane Hingst
- Emma Jones
- Anouk Hoogendijk
- Sylvia Smit
- Karin Stevens (1 rig.)
- Janna Torny

- Sabine van Eyk
- Vanessa Bürki
- Isabelle Meyer
- Martina Moser
- Rahel Graf
- Désirée Grundbacher